# Monalocorisca maculata
Monalocorisca maculata är en insektsart som först beskrevs av Johnston 1939.  Monalocorisca maculata ingår i släktet Monalocorisca och familjen ängsskinnbaggar. Inga underarter finns listade i Catalogue of Life.